# Burg Helmighausen
Die Burg Helmighausen war eine, heute nahezu vollkommen verschwundene, Wasserburg in Helmighausen, einem Ortsteil von Diemelstadt im nordhessischen Landkreis Waldeck-Frankenberg. Von der einstigen Wasserburg ist heute nur noch ein kleiner Teil des Wassergrabens erhalten.

## Geschichte
Die Burg befand sich auf 294 m Höhe über NHN im Süden von Helmighausen westlich der Landesstraße L 3198, wo heute das Haus Neudorfer Straße 16 steht. Das Aussehen der von Wall und Graben gesicherten ehemaligen Wasserburg ist unbekannt. Ihre Wassergräben wurden vom 3,7 km langen Diemel-Zufluss Kallenthal gespeist. Obwohl sie wohl bereits lange zuvor errichtet worden war, fand die Burg im Jahre 1544 erstmals urkundliche Erwähnung, als Graf Wolrad II. von Waldeck sie als Lehen seinem Amtmann zu Eilhausen, Johann Milchling von Schönstadt, übergab; sie war zuvor im Lehnsbesitz der Herren von Thülen gewesen, die die Burg wohl auch erbaut hatten. Die Milchling von Schönstadt hielten die Burg über mehrere Jahrhunderte, verpfändeten sie allerdings auch zeitweise, so im Jahre 1604 an Johann Gerben und dessen Ehefrau Elisabeth.

## Abbruch und heutige Anlage
In den Jahren 1697–1700 ließen sie die alte Burganlage abreißen und errichteten an ihrer Stelle einen Gutshof mit Herrenhaus mit prunkvollem Barockportal, das die Jahreszahl 1697 trägt. Ein später eingesetztes Allianzwappen der Familien Milchling von Schönstadt und Schenck zu Schweinsberg zeigt die Jahreszahl 1757. Ein Wappenstein am 1917 an der östlichen Giebelseite angefügten halbrunden Turmanbau trägt die Jahreszahl 1700. Das zweigeschossige und sechsachsige Herrenhaus besteht aus einem massiven Erdgeschoss aus Werkstein und einem Fachwerkobergeschoss. Die beiden Fenster rechts und links des Portals sind spitzbogige Sprossenfenster, die übrigen in beiden Geschossen sind rechteckig. Mittig über dem Portal befindet sich ein niedriges Zwerchhaus mit Dreiecksgiebel und zwei kleinen Fenstern.
An der Westseite des Hofes, im rechten Winkel zu Herrenhaus, steht das Verwalterhaus von 1710, ein zweigeschossiger Werksteinbau mit fünf Fensterachsen und Barockportal.